# Уолтър О’Брайън
Уолтър О’Брайън (на английски: Walter O'Brien) е ирландски бизнесмен, основател и главен изпълнителен директор на компанията „Scorpion Computer Services“. По биографията му е направен сериалът на CBS „Скорпион“, на който той е и изпълнителен продуцент.

## Биография и дейност
Уолтър О’Брайън е роден на 24 февруари 1975 г. в Клонроч, окръг Уексфорд, Ирландия. Запалва се по компютрите още на 9-годишна възраст, а на 12 години получава от родителите си собствен компютър. Когато е на 13 години, семейството му се преселва в Росхейвън. Същата година той се явява на IQ тест и събира 197 точки – резултат, надхвърлящ този на Айнщайн (но няма официален документ за теста), и хаква компютърната система на НАСА, като се подвизава с прякора „</scorpion>“.
Завършва католическата гимназия „Сейт Кийрън“ в Килкени, след което получава бакалавърска степен по компютърни науки и изкуствен интелект в университета на Съсекс във Великобритания. Сред дипломирането си се премества в Лос Анджелис, Калифорния.
След като хаква системата на НАСА, поема задължение пред властите за прекратяване на подобни опити и започва да се занимава с компютърни услуги. През 1990 г. основава собствената си компания „Scorpion Computer Services“.
Един месец след атентата на Бостънския маратон обявява, че е предоставил на ФБР софтуер за видео анализ, с което е помогнал за разкриването на атентаторите братя Църнаеви. Според неговите твърдения той сформира екип от гениални хора, с които да разрешават проблеми със сигурността и тероризма на глобално ниво.
През 2001 г. му е предоставена щатската виза тип E11, давана за личности с „изключителни способности“.
През 2014 г. биографията му е екранизирана в телевизионния сериал „Скорпион“ с участието на Елис Габел, Катрин Макфий и Еди Кей Томас.
Уолтър О’Брайън живее в Лос Анджелис.